# São Cristóvão e Neves nos Jogos Olímpicos de Verão de 2004
São Cristóvão e Neves competiu nos Jogos Olímpicos de Verão de 2004, em Atenas, na Grécia.

## Desempenho

### Atletismo
Masculino
| Atletas     | Evento     | Preliminar | Preliminar | Quartas | Quartas | Semifinal | Semifinal | Final | Final   |
| Atletas     | Evento     | Marca      | Posição    | Marca   | Posição | Marca     | Posição   | Marca | Posição |
| ----------- | ---------- | ---------- | ---------- | ------- | ------- | --------- | --------- | ----- | ------- |
| Kim Collins | 100 metros | 10s11      | 6º         | 10s05   | 7º      | 10s02     | 4º        | 10s00 | 6º      |